# Guerre ashantie-fantie
La guerre ashantie-fantie également appelée guerre d'Anomabo est un conflit qui oppose la Confédération fanti à l'Empire ashanti en Côte de l'Or, actuel Ghana, de 1806 à 1807. Initialement déclenché par des tensions locales, le conflit prend une dimension régionale qui implique les colonies néerlandaises et britanniques. 
Les affrontements, débutent par des accusations de pillage de tombe et conduisent à la Bataille d'Anomabu. Le gouverneur britannique trouve une issue diplomatique qui est interprétée comme une reconnaissance de la suprématie militaire ashanti. En conséquence, le roi Osei Bonsu interdit à ses généraux d'impliquer les commerçants européens dans les conflits futurs. Le gouverneur Torrane émet une circulaire interdisant l'hébergement de natifs dans les forts britanniques, évitant ainsi les conflits potentiels avec les Ashantis.
Cette décision libère les voies commerciales entre Kumasi, Cape Coast et Anomabo pour les marchands ashantis. La guerre souligne l'importance de l'acquisition et du contrôle des armes à feu pour l'Empire Ashanti, à la suite de l'inefficacité démontrée de leur équipement lors du siège du fort William à Anomabu en 1807.

## Historique

### Contexte
La Côte de l'Or regroupe plusieurs petits États Akan et, au début du XIXe siècle, la Confédération Fanti est le plus large d'entre eux avec une population d'environ 400.000 habitants. Ils sont particulièrement hostiles à l'Empire ashanti et interdisent l'accès de leurs marchands au commerce européen du fort de Cape Coast.
Durant le règne de l'Asantehene (roi Ashanti) Osei Kwadwo, l'Empire ashanti continue son expansion territoriale au travers de conflits militaires visant à assujettir les petits États akans. Osei Kwadwo mène plusieurs guerres contre les Akyems sans parvenir à les annexer complètement, cependant il soumet le peuple Assin (en). Les deux Asantehene suivants, Osei Kwame Panyin et Opoku Fofie traversent plusieurs conflits internes jusqu'à l'intronisation d'Osei Bonsu en 1804.
Peu de temps après l'accession au trône du nouvel Asantehene Osei Bonsu, la confédération Fanti décide d'interdire le commerce des armes à feu, de la poudre à canon, du fer et du plomb avec les marchands ashantis. L'Empire ashanti dévie alors son commerce à Elmina, à l'ouest, avec les néerlandais et les danois. Face à cette situation, l'African Company of Merchants décide de nouer une alliance avec la confédération fanti.

### Déroulement

#### Déclenchement
La guerre débute à la suite d'une accusation de pillage de tombe. Cet événement mineur se déroule en 1806 au sein d'une des trois chefferies Assin (en) tributaires de l'Empire. Kwaku Aputai, l'un des chefs Assin, aurait perpétré le pillage et le chef préjudicié fait appel à l'Asantehene Osei Bonsu afin de rendre justice. Cependant, le coupable refuse de répondre de son crime et lance une attaque contre le chef préjudicié. Deux émissaires ashantis sont envoyés, mais Aputai les fait pendre et mutiler, en acte de déclaration de guerre. Les troupes asantes marchent sur les chefferies assines et les troupes d'Aputai fuient au sud, dans les territoires de la confédération fanti. Durant cette répression militaire, les troupes ashanties tuent 30.000 assins et capturent plusieurs milliers de prisonniers.
Les troupes de l'empire s'arrêtent à la frontière et le roi Osei Bonsu entame des négociations diplomatiques avec les fantis, exigeant qu'ils leur fournissent les chefs fugitifs. Il accompagne sa demande de cadeaux : de l'or, un parapluie étatique en soie et quinze esclaves. En effet, certains chefs Fantis sont déjà assujettis à l'Empire, mais les deux chefs fugitifs continuent leur fuite plus au sud et cette première demande reste sans réponse. Lors du second envoi d'émissaires, leurs têtes décapitées sont aperçues à la frontière. Pendant ce temps, les chefs Assin se réfugient jusqu'à Cape Coast et demandent l'aide du gouverneur britannique, le colonel Torrane.

#### Bataille d'Anomabu
Devant l'escalade de la violence, le colonel Torrane suggère aux Fantis l'envoi d'un drapeau de trêve. Il considère que les forces de la confédération sont trop faibles et que le fort n'est plus en état pour résister à un assaut de cette envergure. Les Fantis refusent cette démarche diplomatique et une première bataille provoque la débandade des troupes fantis ainsi qu'une nouvelle vague de réfugiés vers Cape Coast. L'armée ashanti, sous les ordres du général Appia Dunkwa, avancent au sein des territoires fantis et brûlent chaque village qu'ils croisent, à l'exception des territoires considérés sacrés. En atteignant la côte, ils prennent possession de Kormantin, aux mains des Néerlandais qui ne résistent pas.
Les troupes ashantis continuent de poursuivre les réfugiés afin de capturer les deux chefs Assin et s'approchent du Fort William à Anomabu. Les Britanniques parviennent à héberger 2000 réfugiés entre les murs, mais les troupes asantes atteignent le fort et tuent les réfugiés qui se trouvent encore en dehors des murs. Face à cette offensive, la garnison du fort ouvre le feu sur l'armée adverse, infligeant plus de 3000 pertes,. L'absence d'artillerie, dans l'armée de l'empire Ashanti, ne leur permet pas de capturer le fort, ils tuent cependant plus de 8 000 fantis.
Le colonel Torrane écrit au sujet de cette bataille que les Ashantis  « se sont battus avec une bravoure inégalée ».

#### Négociations diplomatiques
Après cette bataille, Torrane engage des pourparlers diplomatiques afin de demander une trêve au roi Osei Bonsu. Ce dernier demande à rencontrer le colonel afin de négocier personnellement des termes encadrant la paix. Il exige que le gouverneur lui fasse parvenir les deux chefs Assin en fuite, Aputai et Chibu. Malgré leur avoir accordé l'asile, le colonel Torrane accepte, mais ne parvient à amener que Chibu au roi ashanti, Aputai parvenant à s'enfuir. Lors de la remise du fugitif, le roi Osei Bonsu demande également que les 2000 réfugiés Fantis lui soient envoyés afin d'en faire des esclaves et le colonel Torrane accepte « devant l'effarement des autres officiers britanniques ».

## Conséquences
Les actions du gouverneur Torrane sont perçues par les États côtiers comme la reconnaissance britannique de la suprématie militaire asante, mettant un terme à la première guerre qui oppose les Fanti et les Ashantis. À la suite de ce conflit, le roi Osei Bonsu ordonne à ses généraux de ne pas impliquer les commerçants européens lors de conflits ultérieurs. Quant au gouverneur Torrane, il émet une circulaire à l'attention de tous les forts britanniques de la Côte de l'Or. 
Aucun natif ne doit être hébergé dans les forts car le roi Ashanti pourrait les exiger en retour, ce qui impliquerait le fort dans un conflit avec les Ashantis. 
En conséquence, les voies commerciales reliant Kumasi à Cape Coast et Anomabo deviennent librement accessibles aux marchands Ashantis pour la première fois.
L'acquisition et le contrôle des armes à feu devient prioritaire pour l'Empire ashanti après cette guerre car le siège du fort William, à Anomabu, a démontré l'inefficacité de leur équipement. En effet, en 1807, rares sont les soldats ashantis à être armés de mousquets, et les arcs sont encore très fréquents.
L'Asantehene Osei Tutu Kwame reçoit le surnom Bonsu (baleine), après cette victoire contre les Fantis qui lui garantit l'accès à la mer. Il est depuis surtout connu sous le nom d'Osei Bonsu.

## Voir également
- Empire Ashanti
- Guerre Ga-Fante